# Cyne quadriangula
Cyne quadriangula là một loài thực vật có hoa trong họ Loranthaceae. Loài này được Danser mô tả khoa học đầu tiên năm 1935.